# Alexander Haggerty Krappe
Alexander Haggerty Krappe (6 de julio de 1894 – 30 de noviembre de 1947) fue un folclorista e hispanista estadounidense. Junto con Francis Peabody Magoun, fue el primer traductor de los cuentos recopilados por los Hermanos Grimm al inglés. 

## Biografía
Alexander Haggerty Krappe nació en Boston (Massachusetts) en 1884. Tras el divorcio de sus progenitores, se trasladó con su padre a Alemania. Allí estudió en el Leibniz und Siemen's Oberealschule de Charlotenburgo, Berlín. Permaneció en la Universidad Humboldt de Berlín hasta 1915.
Krappe logró una beca de posgrado en la Universidad de Iowa, en Iowa City, donde obtuvo un M. A. con especialidad en Francés y un título menor en Italiano. Su trabajo final de M. A. se tituló "Cronología de la antiguas canciones de gesta francesas". En enero de 1918, comenzó su doctorado en la Universidad de Chicago, con otra beca de posgrado. En 1919, Krappe recibido el título de doctor Ph.D. Su trabajo giró en torno a la épica y la Literatura medieval.
En 1919, Krappe se casó con Edith Smith, hija de la folclorista Grace Partridge Smith. 
Krappe murió el 30 de noviembre de 1947 en Iowa City. Entre sus manuscritos, se halló una traducción de los Hermanos Grimm, realizada en colaboración de Francis Peabody Magoun.

## Definición de folclore
En su libro La ciencia del folclore dejó escrito:
Folklore is a historical science, having its own methods of research and admitting of the same system of checks and verifications as any other. With its sister sciences it may combine to make up the cycle of our knowledge of man's past life. From this follows that it may assume the rank of an ancillary science to any or all of them, and it has done so repeatedly, notably to the various philogies, history, ethnography, and the history of religion.

## Música folclórica
Krappe extendió su trabajo al campo de la música folclórica, que define así: 

"The folksong is a song, i.e a lyric poem with melody, which originated anonymously, among unlettered folk in times past and which remained in currency for a considerable time, as a rule for centuries . . . The American Kentucky Home, though it is supposed to have originated in circle of a somewhat darker hue than is popular in certain sections of the country, is a genuine folksong of both colored and white people"

## Obras
- The Ploughman King: a comparative study in literature and folklore, 1919.
- Alliteration in the Chanson de Roland and in the Carmen de Prodicione Guenonis, 1921.
- The Legend of Roderick, Last of the Visigoth Kings, and the Ermanarich Cycle, 1923.
- Krappe, A.H. (1930), The Science of Folk-lore.
- Hispanic Notes & Monotitle = Hispanic Notes & Monographs; Essays, Studies, and Brief Biographies Issued by the Hispanic Society of America, 1930.
- Balor with the Evil Eye. Studies in Celtic and French Literature, 1927.

## Obituario
- Taylor, Archer (April–June 1948), «Alexander Haggerty Krappe (1894-1947)», Journal of American Folklore 61 (240): 201-202.